# Otto Werkmeister
Otto „Ottchen“ Werkmeister (* 3. Mai 1918 in Halle (Saale); † 1. Februar 2001 ebenda) war ein deutscher Fußballspieler und -trainer, der als Spieler in den Jahren 1949 und 1952 mit der SG Freiimfelde bzw. Turbine Halle den Meistertitel in der DDR-Oberliga erringen konnte.

## Karriere

### Anfang als Spieler, 1928 bis 1940
Otto Werkmeister begann 1928 mit 10 Jahren in der Jugendabteilung des VfL Halle 1896 mit dem organisierten Fußballspiel. Mit 18 Jahren schaffte er 1936 den Sprung in die Liga-Elf. In der Runde 1936/37 gelang dem VfL 1896 der Aufstieg in die Gauliga Mitte. Bei den Spielen in der Gauliga gegen Jena, Steinach, Magdeburg, Merseburg, Lauscha und Erfurt sammelte das Talent Otto Werkmeister in den nächsten Runden wichtige Erfahrungen und konnte seine Spieleigenschaften verbessern. Dessau 05 gewann 1938 und 1939 jeweils die Meisterschaft, VfL Halle belegte Mittelfeldplätze. Während des Zweiten Weltkrieges wurde Werkmeister in die Gauauswahl Mitte zum Spiel am 6. Oktober 1940 in Stettin gegen Pommern im Reichsbundpokal berufen.

### Ostzonenmeisterschaft und DDR-Oberliga, 1948 bis 1955
Während seiner dreijährigen Gefangenschaft in Großbritannien profitierte der einstige Rechtsaußen von dem regelmäßigen Fußballspiel, das in den englischen Camps betrieben wurde. Als die Hallenser 1948 das 1. Ostzonen-Endspiel mit Freiimfelde Halle bestritten, war er gerade von der Insel zurückgekehrt und hatte bei der SG Giebichenstein zu spielen begonnen. Doch bereits wenige Monate später war er zum Großverein SG Freiimfelde Halle gewechselt und errang am 10. April 1949 in Magdeburg auf Anhieb die Meisterschaft von Sachsen-Anhalt mit einem 2:0-Sieg gegen Blau-Weiß Stendal. Bereits am 21. August 1948 kam er als rechter Läufer in der Landesauswahl von Sachsen-Anhalt beim Spiel gegen Thüringen zum Einsatz. In der Endrunde um die Ostzonen-Meisterschaft war Otto Werkmeister auf Halbrechts im Einsatz. Nach Erfolgen gegen die SG Dresden-Friedrichstadt und Eintracht Stendal setzte sich Halle mit einem 4:1-Erfolg im Finale am 26. Juni 1949 in Dresden gegen Fortuna Erfurt durch. Werkmeister erzielte das 3:0 für die im April in ZSG Union umbenannte Mannschaft aus Halle. Im ersten Jahr der Zonenliga (DS-Liga) 1949/50 absolvierte Otto Werkmeister 26 Spiele für ZSG Union Halle die auf dem 5. Platz in der Tabelle einkam. Am 2. Juli 1950 war er als Abwehrchef (Mittelläufer) von Sachsen-Anhalt beim 6:2-Sieg gegen Mecklenburg im Einsatz. In der Runde 1950/51 war er in allen 34 Oberligaspielen im Einsatz. Halle landete auf dem 6. Tabellenplatz. „Ottchen“ war der unumstrittene Chef der Abwehr und war auch im April 1951 bei den inoffiziellen Auswahlspielen zwischen der DDR und Polen dabei. Im Mai, Juni und August 1951 absolvierte er drei weitere Einsätze in der Landesauswahl von Sachsen-Anhalt. Am 1. August wurde das Finale um den Länderpokal der DDR mit 1:2 Toren gegen Sachsen verloren. Mit 34 Jahren feierte Otto Werkmeister in der Runde 1951/52 den zweiten Gewinn der DDR-Meisterschaft. Der Kapitän war als Verteidiger und Stopper ein Garant der Abwehrstärke des Meisters aus Halle. Mit der imponierenden Heimbilanz von durchschnittlich 22.170 Zuschauern wurde die Leistung der Mannschaft von Trainer Fred Schulz gebührend gewürdigt. In dieser Zeit wurde Ottmar Werkmeister als rechte Hand des Trainers bezeichnet. Als Titelverteidiger reichte es 1952/53 lediglich zu Platz 13; als Folge wurde Trainer Fred Schulz im April 1953 entlassen und wechselte in die Bundesrepublik. Im Jahr der Fußball-Weltmeisterschaft 1954 in der Schweiz, verbesserte sich Halle trotz der Abgänge Ebert I, Haase, Heyse und Knefler auf Platz acht. Der 36-Jährige Otto Werkmeister verteidigte in 27 Einsätzen im Hallenser-Team. In der Runde 1954/55, der Routinier wurde im Mai 1955 37 Jahre alt, stieg der im September 1954 in SC Chemie Halle-Leuna umbenannte Verein als 13. aus der DDR-Oberliga ab. Im Januar 1955 begann eine unglaubliche Durststrecke, Siege wollten überhaupt nicht mehr gelingen und Herbert Rappsilber wechselte während der Rückrunde in die Oberliga Süd zum FSV Frankfurt am Main. Nach dem Abstieg des Aushängeschildes der anhaltischen Fußball-Metropole beendete Otto Werkmeister mit 163 Oberligaeinsätzen seine aktive Spielerlaufbahn. Sein letztes Oberliga-Spiel hatte er am 24. April 1955 in Halle beim 2:1-Erfolg gegen ZSK Vorwärts KVP Berlin bestritten.

### Trainer, 1957 bis 1973
Die Trainerkarriere von Otto Werkmeister begann 1957 bei Chemie Bitterfeld. Dort konnte er während zwei Runden erste Trainererfahrungen sammeln. Chemie Bitterfeld spielte in der Staffel 3 der 2. DDR-Liga gegen Dessau, Geiseltal, Burg, Leuna, Böhlen, Schkeuditz, Motor Gohlis, Thale, Halberstadt und Greppin. Im Jahre 1959 übernahm er seinen Heimverein SC Chemie Halle in der 1. DDR-Liga, der im Jahr zuvor aus der DDR-Oberliga abgestiegen war. Auf Anhieb führte er Halle mit sechs Punkten Vorsprung auf den Vizemeister SC Aufbau Magdeburg zur Meisterschaft und damit zum Aufstieg (41:11 bzw. 35:17). Mit 12.646 Zuschauern hatte der Aufsteiger auch den besten Zuschauerschnitt aufzuweisen. Die Hallenser trumpften in der gesamten Saison souverän auf. Mit den Siegen gegen Steinach (4:1) und in Glauchau (5:0) führten die Schützlinge von Trainer Otto Werkmeister vom ersten Spieltag die Tabelle an und gaben diese Spitzenposition nicht mehr ab. Der Trainer, einer der populärsten ehemaligen hallischen Aktiven, der mit den Bitterfeldern 1957 den Aufstieg in die 2. DDR-Liga geschafft hatte, übernahm im Januar die Chemie-Elf und seine Zielsetzung konnte nur der Wiederaufstieg sein. Die Grundlage dafür wurde in der hervorragenden ersten Halbserie mit elf Siegen und zwei Unentschieden gelegt. Mit einer verbesserten konditionellen Grundlage gelang das der jungen Elf sehr sicher, da sie mit Spielwitz antrat, aber sich auch auf ihre Oberligaroutine verlassen konnte. Nach dem Wiederaufstieg folgte 1960 jedoch ein Kampf um den Klassenerhalt in der Oberliga. Knapp konnte das Team von Otto Werkmeister die Klasse vor den Absteigern aus Weißenfels und Zeitz erhalten. Im Pokal hingegen zog man nach Erfolgen gegen Burg, ASK Vorwärts Leipzig und die SG Dynamo Erfurt in das Halbfinale ein. Am 4. September 1960 verlor Halle bei SC Empor Rostock mit 0:1 Toren. In der Runde 1961/62 fast das identische Abschneiden. Wiederum der 11. Rang in der Oberliga, jetzt aber gelang am 10. Juni 1962 in Karl-Marx-Stadt mit 3:1 Toren der Gewinn des Pokals gegen SC Dynamo Berlin. Damit nahm Trainer Otto Werkmeister in der Runde 1962/63 mit Halle bei den Pokalsiegern im Europa-Cup teil. In der ersten Runde scheiterte man nach zwei Niederlagen an OFK Belgrad. In der Oberliga schaffte man es auf Rang sechs und zog wiederum im Pokal in das Halbfinale ein. 1964 konnte der Trainer aber nicht den Abstieg aus der Oberliga verhindern. Postwendend führte er aber seinen Verein 1965 wieder als Aufsteiger in die höchste DDR-Liga zurück. Mit Rang 11. im Jahre 1966 beendete er seine Trainertätigkeit in Halle. Es folgten noch die Trainer-Stationen bei Chemie Leuna und Dynamo Eisleben. 1973 beendete er in der Lutherstadt Eisleben seine Laufbahn als Fußballtrainer.